# Хорді Торрес
Хо́рді То́ррес Ферна́ндес (ісп. Jordi Torres Fernández; народився 27 серпня 1987 року в Рубі, Каталонія, Іспанія) — іспанський мотогонщик. Найбільшвідомий завдяки перемозі на етапі Гран-Прі Німеччини у 2013 році в класі Moto2.

## Кар'єра
Хорді Торрес двічі вигравав чемпіонат Іспанії в класі Moto2, виступав також у іспанських серіях Supersport та Stock Extreme.
У 2010 році дебютував у чемпіонаті світу з шосейно-кільцевих мотоперегонів MotoGP у класі Moto2. Першу, і поки єдину, перемогу на етапах серії здобув у сезоні 2013 на Гран-Прі Німеччини.
Після сезону 2014, який виявився не зовсім вдалим для Хорді (лише 16-те місце в загальному заліку), керівник його команди «Mapfre Aspar Team Moto2» Хорхе Мартінес вирішив припинити участь у змаганнях класу Moto2 з наступного сезону, що залишило іспанця без роботи. Він змушений був розглядати пропозиції команд з інших серій, зупинившись на запрошенні команди серії WSBK «Red Devils Aprilia».

## Статистика виступів у MotoGP

### В розрізі сезонів
| Сезон | Клас  | Команда                 | Мотоцикл           | Гонки | Пер | Под | ПП | НК | Очки | Місце |
| ----- | ----- | ----------------------- | ------------------ | ----- | --- | --- | -- | -- | ---- | ----- |
| 2010  | Moto2 | MR Griful               | Promoharris        | 1     | 0   | 0   | 0  | 0  | 0    | —     |
| 2011  | Moto2 | Mapfre Aspar Team Moto2 | Suter              | 10    | 0   | 0   | 0  | 0  | 0    | —     |
| 2012  | Moto2 | Mapfre Aspar Team Moto2 | Tech 3 Mistral 610 | 9     | 0   | 0   | 0  | 0  | 29   | 20    |
| 2012  | Moto2 | Mapfre Aspar Team Moto2 | Suter MMX2         | 9     | 0   | 0   | 0  | 0  | 29   | 20    |
| 2013  | Moto2 | Mapfre Aspar Team Moto2 | Suter MMX2         | 17    | 1   | 3   | 0  | 1  | 128  | 10    |
| 2014  | Moto2 | Mapfre Aspar Team Moto2 | Suter MMX2         | 18    | 0   | 0   | 0  | 0  | 57   | 16    |
| Разом | Разом | Разом                   | Разом              | 55    | 1   | 3   | 0  | 1  | 216  |       |

## Зовнішні посилання
- Профіль [Архівовано 29 квітня 2017 у Wayback Machine.] на офіційному сайті MotoGP (англ.)